# Filchnerella rubrimargina
Filchnerella rubrimargina är en insektsart som beskrevs av Zheng, Z. 1992. Filchnerella rubrimargina ingår i släktet Filchnerella och familjen Pamphagidae. Inga underarter finns listade i Catalogue of Life.